# Nikolaos Mpaxevanos
Nikolaos Mpaxevanos (in greco Νικόλαος Μπαξεβάνος?; Salonicco, 16 luglio 1999) è un calciatore greco, difensore dell'AEK Atene B.

## Carriera

### Club
Il 26 settembre 2016 viene acquistato a titolo definitivo dalla società italiana della Lazio, tuttavia, per problemi burocratici, viene inserito nella Primavera soltanto il 6 gennaio 2017.
Il 13 luglio 2019, la Lazio decide di mandarlo in prestito in patria al Paniōnios. Dopo non aver trovato spazio in prima squadra, il 26 febbraio 2020 viene girato in prestito ai rumeni del Botoșani durante la finestra invernale di calciomercato. Dopo aver giocato solo una partita di campionato, il 22 agosto 2020 viene girato in prestito a un'altra società rumena, il FC Politehnica Iași.
Il 19 agosto 2021 viene ceduto a titolo definitivo al Chindia Târgoviște.

### Nazionale
Ha giocato nella nazionale greca Under-19.

## Statistiche

### Presenze e reti nei club
Statistiche aggiornate al 10 settembre 2021.
| Stagione        | Squadra             | Campionato      | Campionato | Campionato | Coppe nazionali | Coppe nazionali | Coppe nazionali | Coppe continentali | Coppe continentali | Coppe continentali | Altre coppe | Altre coppe | Altre coppe | Totale | Totale |
| Stagione        | Squadra             | Comp            | Pres       | Reti       | Comp            | Pres            | Reti            | Comp               | Pres               | Reti               | Comp        | Pres        | Reti        | Pres   | Reti   |
| --------------- | ------------------- | --------------- | ---------- | ---------- | --------------- | --------------- | --------------- | ------------------ | ------------------ | ------------------ | ----------- | ----------- | ----------- | ------ | ------ |
| 2019-feb. 2020  | Paniōnios           | SL              | 0          | 0          | CG              | 0               | 0               |                    | -                  | -                  |             | -           | -           | 0      | 0      |
| feb.-ago. 2020  | Botoșani            | L1              | 1          | 0          | CR              | 0               | 0               |                    | -                  | -                  |             | -           | -           | 1      | 0      |
| 2020-2021       | FC Politehnica Iași | L1              | 35         | 0          | CR              | 2               | 0               |                    | -                  | -                  |             | -           | -           | 37     | 0      |
| 2021-2022       | Chindia Târgoviște  | L1              | 7          | 0          | CR              | 0               | 0               |                    | -                  | -                  |             | -           | -           | 7      | 0      |
| Totale carriera | Totale carriera     | Totale carriera | 43         | 0          |                 | 2               | 0               |                    | -                  | -                  |             | -           | -           | 45     | 0      |